# ダムディン・スフバートル
ダムディン・スフバートル（モンゴル語：ᠳᠠᠮᠳᠢᠨ ᠤ

ᠰᠦᠬᠡᠪᠠᠭᠠᠲᠤᠷ　Дамдины Сүхбаатар、1894年2月2日 - 1923年2月22日）は、モンゴルの革命家、軍人。

## 生涯

### 幼少期
遊牧民の子として生まれた。スフは斧、バートルは英雄という意味である。ジャミヤン公の私塾で読み書きを学んだ。

### ボグド・ハーン政権期
ボグド・ハーン政権のモンゴル国軍に入隊した。1919年頃は印刷所で植字工もやっていたといわれる。

### 独立運動
1918年、中国軍が外モンゴルに侵入してキャフタ協定で獲得した自治を撤廃すると、スフバートルは独立運動に参加する。

### シベリア出兵期

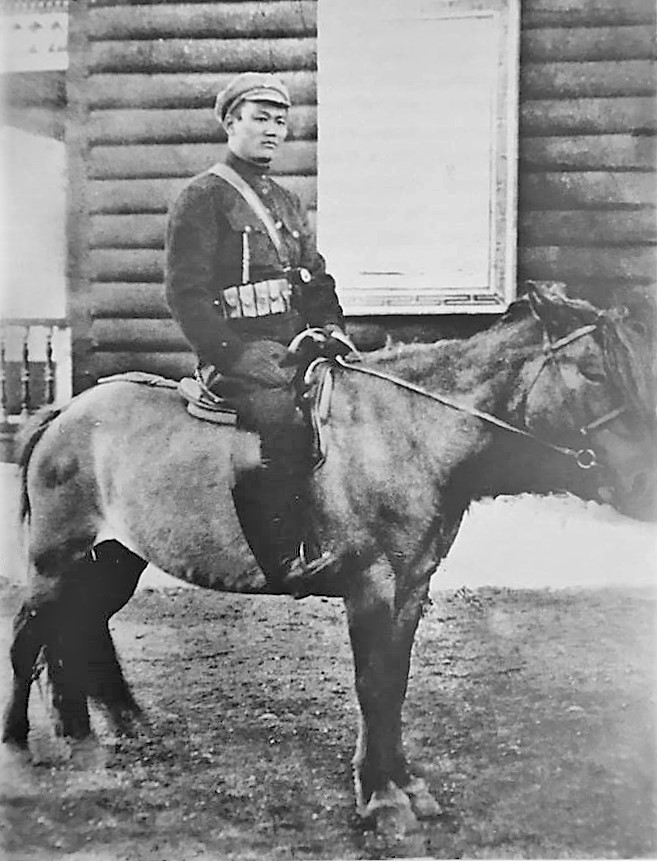
1920年頃のスフバートル

1920年10月、今度は中国軍の無力に乗じてウンゲルン率いる白軍が根拠地を求めてクーロン（庫倫、現ウランバートル）に入り、中国軍を駆逐した。ウンゲルンの政治は苛酷を極めたため、モンゴルの民衆は憤激し、完全な民族の独立を求めるようになった。
1920年、スフバートルやチョイバルサンらはボドー、ダンザン等を中心にモンゴル人民党（後のモンゴル人民革命党）を結成、スフバートルは軍事部門を担当し、モンゴル人民義勇軍を編成する。同年、モンゴル人民党の援助要請に応じた赤軍と共にまず、駐屯の中国兵を攻撃、キャフタを占領、ついでクーロンのロマン・ウンゲルン率いる白軍を赤軍とともに撃滅した。1921年7月、ボグド・ハーンを戴いた人民政府が樹立された後は全軍司令官に就き、1922年12月まで国防大臣を兼任した（モンゴル人民共和国は後の1924年に成立する）。
1923年2月に急死。

## 評価
社会主義時代は、その軍事的功績と、革命の早い時期に病死（或いは暗殺）したため、チョイバルサンと共に人民革命の功労者として高い評価を受けていた。社会主義崩壊後の今日でも「近代モンゴル軍の父」として英雄視され、モンゴルの紙幣トゥグルグにはチンギス・カンとともに彼の肖像が用いられてもいる。共産主義者としてよりは民族主義者として独立運動を展開していたとの評価もある。なお実際には1921年9月から1925年まで軍の最高指導者の地位にいたのはブリヤート人エルベクドルジ・リンチノ（汎モンゴル主義の主唱者であり、1921年モンゴル革命の思想、実務両面で非常に重要な役割を果たした。）であり、スフバートルが軍の最高指導者の地位にいたのは1921年3月から9月までの半年に過ぎない。
モンゴルの首都ウランバートル中心部のスフバートル広場には彼の騎馬像が今も残るが、2005年の政府宮殿の改装の際にスフバートル廟は取り壊された（遺体は2004年に火葬された）。
また、モンゴル北部にあるセレンゲ県には、彼の名を冠した県都スフバートルがある。
日本の防衛大学校に当たるモンゴル国防大学は1921年9月にスフバートルが創設したことから彼の名が長くつけられ、モンゴル海軍に籍を置いていた唯一の艦艇にも彼の名がつけられていた。